# Dottrina Ulbricht
La Dottrina Ulbricht risale a Walter Ulbricht, presidente del Consiglio di Stato della Repubblica Democratica Tedesca (RDT) ed è stata adottata nel 1967 dal Patto di Varsavia. Afferma che ai membri del Patto di Varsavia non è stato permesso di normalizzare i loro rapporti con la Repubblica federale, purché la Repubblica federale non riconoscesse "i confini esistenti e l'esistenza di due Stati tedeschi".
In precedenza, la Große Koalition ha sempre cercato di normalizzare le relazioni con i paesi del Patto di Varsavia sotto il cancelliere Kurt Georg Kiesinger, che per primo si è manifestato nella creazione di relazioni diplomatiche con la Romania all'inizio del 1967. La Dottrina Ulbricht è stata una risposta a questo sforzo da parte della Repubblica Federale di Germania di perseguire un'Ostpolitik attiva pur mantenendo la sua unica richiesta rappresentativa. Berlino Est e l'Unione Sovietica temevano una destabilizzazione del blocco orientale e l'isolamento della RDT. La RDT ha poi rafforzato la sua politica di demarcazione e nel febbraio 1967 ha esortato i ministri degli esteri dei paesi socialisti fratelli ad accettare la dottrina. La dottrina di Ulbricht formò così allo stesso tempo la controparte della Dottrina Hallstein della Repubblica Federale dal 1955.
Dopo l'elezione di Willy Brandt a cancelliere federale in una coalizione social-liberale, la Repubblica federale rinunciò alla dottrina Hallstein e si basò sui principi della Nuova Ostpolitik. Nel 1972 fu firmato il Trattato fondamentale dalla Repubblica federale di Germania e dalla RDT, che comprendeva il rispetto reciproco dell'integrità territoriale e della sovranità. Il contratto prevedeva la creazione di rappresentanze permanenti al posto delle ambasciate. La RDT è stata ripetutamente espressamente non riconosciuta dalla Repubblica federale come soggetto indipendente di diritto internazionale. Nel 1973 entrambi gli stati tedeschi divennero membri a pieno titolo delle Nazioni Unite.